# Собор русских учёных

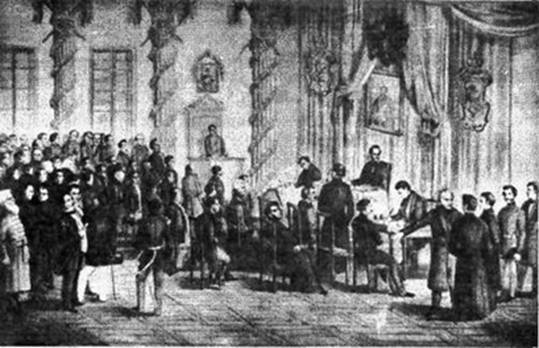
Собор руських учёных во Львове в 1848 году на старинной гравюре

«Собор учених руських и любителей народного просвіщенія» — первый съезд галицких русинских (украинских) деятелей науки и культуры.
Состоялся с 7 (19) по 14 (26) октября 1848 года по инициативе Головной руськой рады во Львове (тогда Австрийская империя). Инициатором съезда был писатель Николай Устианович, выступавший с критикой основанного поляками «Русского собора», который должен был противодействовать Головной руськой раде. В начале того же года Устианович высказал идею созыва «Собора русских учёных» для основания культурно-просветительской организации Галицко-русской матицы и решения языкового вопроса.
На съезд во Львов прибыли 118 участников, среди них немало писателей, учёных, учителей, журналистов, мелких служащих, юристов, студентов, а также духовенства, единомышленников и последователей идей «Русской Троицы», которые и задали тон на съезде. На пленарных заседаниях, проходивших в помещении духовной семинарии, выступали общественный и политический деятель Галичины, заместитель председателя Главной Русской Рады Иван Борисикевич, писатели Николай Устианович, Рудольф Мох, Иосиф Левицкий, Иосиф Лозинский, Иван Гушалевич, священник Венедикт Левицкий и др.
На заседаниях Николай Устиянович призывал участников к самоотверженному труду на благо угнетённого веками русского народа, предлагал набираться сил, высоко оценил заслуги перед украинской культурой М. Шашкевича и его товарищей, подчеркнул роль революционных событий в Австрийской империи для завоевания демократических свобод. В течение нескольких дней участники съезда работали в 9 секциях.
Важное значение имели внесённые секциями предложения об учреждении хозяйственного и исторического обществ, охране памятников истории и культуры, издании популярного учебника истории Украины. Секция школ наметила широкую программу украинского школьного образования. Большинство членов секции языка и литературы высказались за литературный язык, близкий к народному, «гражданский» шрифт и фонетическое правописание, оставив, однако, сторонникам церковнославянского языка, которые были в меньшинстве, право использовать в научных трудах церковнославянский язык и этимологическое правописание (впоследствии это отрицательно сказалось на книгоиздательском деле).
С большим интересом встретили участники съезда доклад известного учёного, бывшего члена «Русской Троицы» Якова Головацкого, который изложил богатые сведения об этническом и языковом единстве всего украинского народа.
Во время Собора были основаны «Галицко-русская матица», «Общество народного образования», как руководящий орган «Галицко-русской матицы», инициировано основание Русского народного дома во Львове, а также ряд комитетов из представителей интеллигенции и духовенства, издание газеты «Зоря галицкая» (Зорѧ галицка (1848), «Зоря галицка» (1848—1851, 1855—1857), «Зоря галицкая» (1852—1854) на украинском языке.